# أمان عاطفي
يشير مصطلح الأمان العاطفي إلى الحالة العاطفية للمرء في علاقات التعلق التي يتسم فيها بالانفتاح وسرعة التأثر. ويستخدم هذا المفهوم في الغالب اختصاصيو علاج العلاقات لوصف العلاقات الحميمة. عندما تتسم العلاقة بالأمان العاطفي، يثق الشركاء في بعضهم البعض، ويؤمنون بصدق الطرف الآخر في المواقف الجدالية. وعند الافتقار لهذا الأمان، ينزع الشركاء لعدم الثقة، والبحث عن التهديدات المحتملة والمعاني الخفية التي يمكن أن تنطوي عليها سلوكيات الآخرين وكلماتهم.

## الأصل
تطور نموذج الأمان العاطفي في علاج العلاقات على يد عالم النفس «دون آر كاثيرال». يركز هذا النموذج على جانبي «التعلق» و«التقدير»، مؤكدًا على أن كل شريك يقيس ما يتمتع به من أمان عن طريق إدراكه لمشاعر شريكه في هذين الجانبين. فإذا أدرك كل طرف أن الطرف الآخر شديد التعلق به، ويُكِن له قدرًا كبيرًا من التقدير، فسوف يشعر بالأمان العاطفي. لكنه إذا شعر بتهديد في أي من هذين الجانبين، فسوف يفقد شعوره بالأمان العاطفي، وقد يصدر منه رد فعل تجاه ذلك. وإذا جاء رد فعله سلبيًا (في صورة هجوم على الطرف الآخر أو الابتعاد عنه)، فسوف يشكل رد الفعل هذا تهديدًا للأمان العاطفي للطرف الآخر. وفي حال جاء رد فعل الطرف الآخر سلبيًا بدوره، قد تبدأ حلقة من الإيذاء يؤدي فيها رد فعل كل طرف تجاه تهديد ما يدركه إلى تهديد عكسي يوجهه للطرف الآخر. وما إن يدخل الطرفان في هذه الحلقات من الأفعال وردود الأفعال حتى يجدا صعوبة في استعادة شعورهم بالأمان العاطفي.

## الأدلة
توصلت الأبحاث، التي أُجريت على الأزواج، إلى حدوث تحول مفاجئ في الوظائف النفسية (رد فعل المواجهة أو الهروب) عندما يدرك أحد الطرفين فجأة وجود خطأ ما في علاقتهما الحميمة. ويجادل مناصرو نموذج الأمان العاطفي بأن هذه التحولات يعجل من ظهورها إدراك الشريك لحدوث تغير في الحالة العاطفية فيما يتعلق بعلاقتهما العاطفية (أي مشاعر الطرفين تجاه نفسيهما، وتجاه الآخرين، وتجاه العلاقة بينهما).

## الأساس النظري
يستخدم نموذج الأمان العاطفي نظرية المشاعر التي وضعها سيلفان تومكسنز لتوضيح الطرق التي يؤثر بها الأطراف على بعضهم البعض نتيجة لحالتهم العاطفية. ويقوم التعلق على علاقات التعلق كما عرّفها جون باولبي، بينما يقوم التقدير على عمل ناثانيل براندن حول تقدير الذات وعمل دونالد ناثانسون حول الخزي.

## الآثار
يختلف نموذج الأمان العاطفي عن نماذج علاج العلاقات الأخرى من حيث تأكيده على إدراك كل طرف لمشاعر الطرف الآخر، فيما يتعلق بالعلاقة العاطفية بينهما. ويؤكد هذا النموذج على أن تأثير كل طرف على حالة الأمان العاطفي لدى الطرف الآخر أكبر من تأثيره على حالته الذاتية، الأمر الذي يمكن أن يؤدي إلى مأزق يُعرَف باسم «معضلة الشريكين»؛ وتتمثل هذه المعضلة في المأزق الذي يقع فيه الشريكان نظرًا لحاجة كل طرف للشعور بالأمان قبل أن يصير سريع التأثر واتباع الخطوات المناسبة لجعل الطرف الآخر يشعر بالأمان أيضًا.